# Movement (album Gossip)
Movement – drugi studyjny album amerykańskiej grupy rockowej Gossip, został wydany 6 maja 2003. Album wydano w formie płyty kompaktowej i winylowej.

## Lista utworów
1. "Nite", 2:26
2. "Jason's Basement", 2:00
3. "No, No, No", 1:57
4. "Don't (Make Waves)", 2:34
5. "All My Days", 2:41
6. "Yesterday's News", 4:10
7. "Fire/Sign", 2:33
8. "Confess", 2:18
9. "Lesson Learned", 1:27
10. "Dangerrr", 2:16
11. "Light Light Sleep", 6:17

## Wykonawcy
- Beth Ditto - wokal, fortepian
- Brace Paine - gitara, bass
- Kathy Mendonça - perkusja